# IJDock
IJDock is de niet-officiële benaming voor een buurtje en gebouwenensemble in Amsterdam-Centrum, buurt Westerdokseiland. De naam komt voort uit de projectnaam uit de tijd van de herontwikkeling van het gebied (2008-2012). De buurt kent slechts één straatnaam, IJdok, die doorloopt tot op de Westerdoksdijk.

## Geschiedenis en ligging
Ter plaatse lag een uitstulping aan de Westerdoksdijk in het IJ. Op die uitstulping was in 1911 het gebouw neergezet dat de naam droeg van Koloniaal etablissement. Dit gebouw diende later als kantoor van de Dienst Waterpolitie te Amsterdam. In de loop van de jaren werd achter dit kantoor een binnenhaven gecreëerd, die de naam "Vluchthaven"/"Vlughthaven" kreeg. Deze bestond uit twee aaneengeschakelde steigers die in de vorm van een arm vanaf de Westerdoksdijk een beschutte plek boden aan binnenvaartschippers.
De gemeente Amsterdam vond rond 2005 dat er een nieuwe permanentere binnenhaven moest komen mede in het kader van de opwaardering van de IJ-oevers. De oplossing werd door diezelfde gemeente, de Rijksgebouwendienst (eigenaar van het Koloniale etablissement) en een projectontwikkelaar gevonden door vanaf de Westerdoksdijk een schiereiland in het IJ aan te leggen, waarbij een grootstedelijke uitbreiding binnen stadsbebouwing plaatsvond. Achter het Koloniaal etablissement kwam een diepe bouwput (hier meer een bouwkuip, ze zat vol water), dat onder de werknaam IJdock volgebouwd zou worden met woningen en kantoren.
De werkzaamheden begonnen in 2008 met de aanleg van remmingswerk, het afgraven van vervuild slib en het storten van schoon zand. Op 29 juni 2009 ging de eerste van 860 heipalen de grond in; de laatste volgde op 12 november 2009. In de winter 2009/2010 werd gewerkt aan de onderbouw, een jaar later kon begonnen worden met de bovenbouw. Het gehele project werd afgesloten met de opening van het Gerechtshof Amsterdam (Paleis van Justitie) door koning Willem-Alexander op 10 september 2013.   
Het masterplan van dit nieuwe stuk Amsterdam was in handen van architecten Dick van Gameren en Bjarne Mastenbroek, toentertijd werkzaam bij de architectengroep. Zij ontwierpen onder andere ook de ondergrondse parkeergarage, de passantenhaven en de enige straat. Zij kwamen met bebouwing die enerzijds dat grootstedelijk karakter weergaf, maar tevens zichtlijnen behield tussen het stadscentrum en het open water. Dit stond in contrast met de bebouwing van het Westerdokseiland, die dat zicht juist blokkeert.  
Tijdens de werkzaamheden werd het Koloniaal etablissement afgebroken, de grond afgegraven en een nieuwe binnenhaven gemaakt. Die binnenhaven wordt van het IJ afgescheiden door de Vluchthavenbrug.

## Gebouwen
Alle gebouwen op IJDock en aan IJdok dateren dus uit de periode 2008-2012. Zo is Claus en Kaan Architecten verantwoordelijk voor het Gerechtshof Amsterdam (Paleis van Justitie), staat er een hotel van de hand van Jan Bakers en Ben Loerakker en zijn de appartementen en kantoren, waaronder dat van de waterpolitie, van Zeinstra van Gelderen. Parkeergarage (Interparking IJDock) en Hotel IJdock refereren nog aan de projectnaam.
Oneven huisnummers lopen op van 1 tot en met 185, even huisnummers van 2 tot en met 40.

## Kunst
Op de straat IJdok, maar niet op IJDock staat een titelloos beeld van Guido Geelen.

## Afbeeldingen

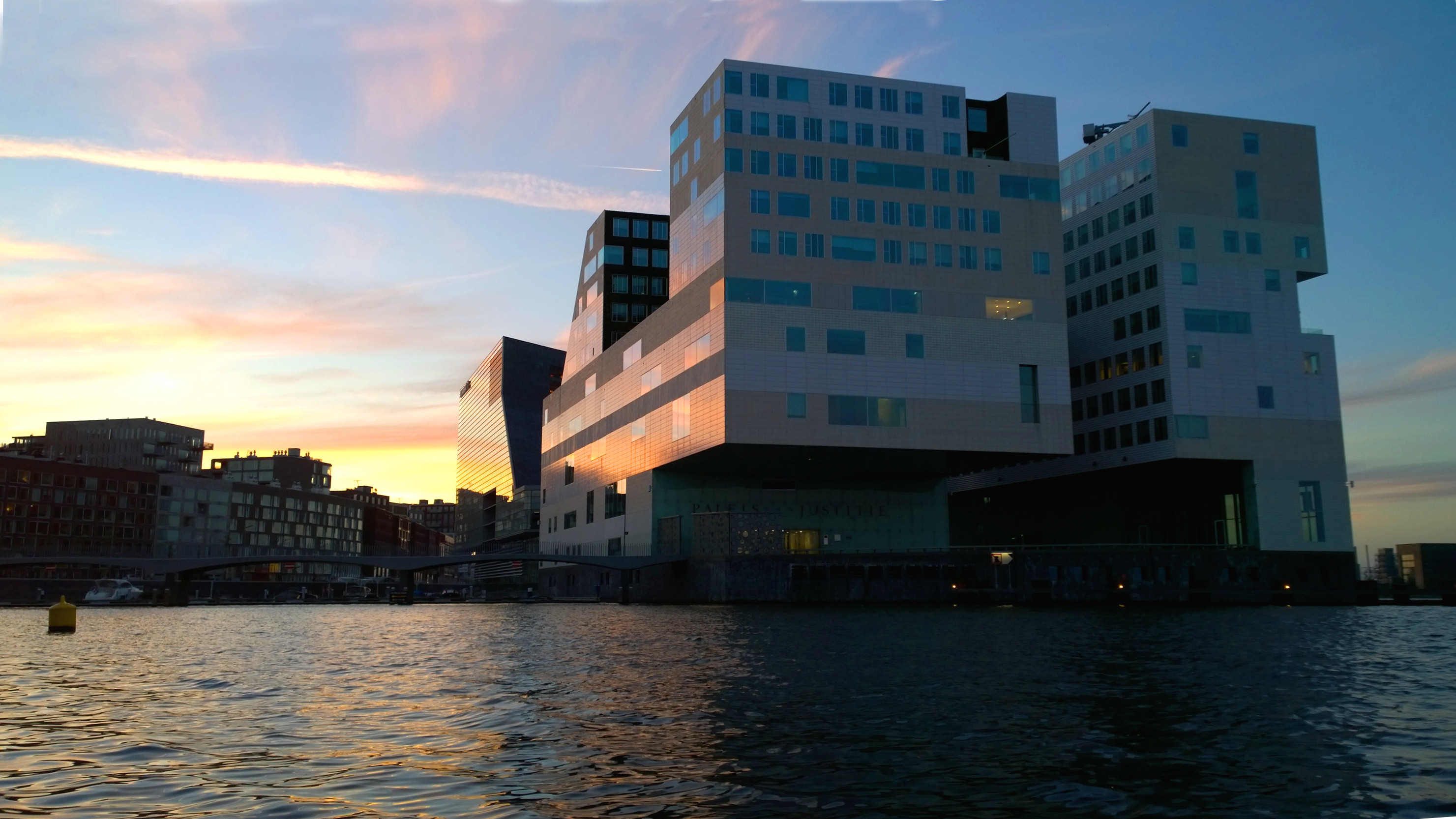
Gerechtshof vanaf het water (juni 2014)
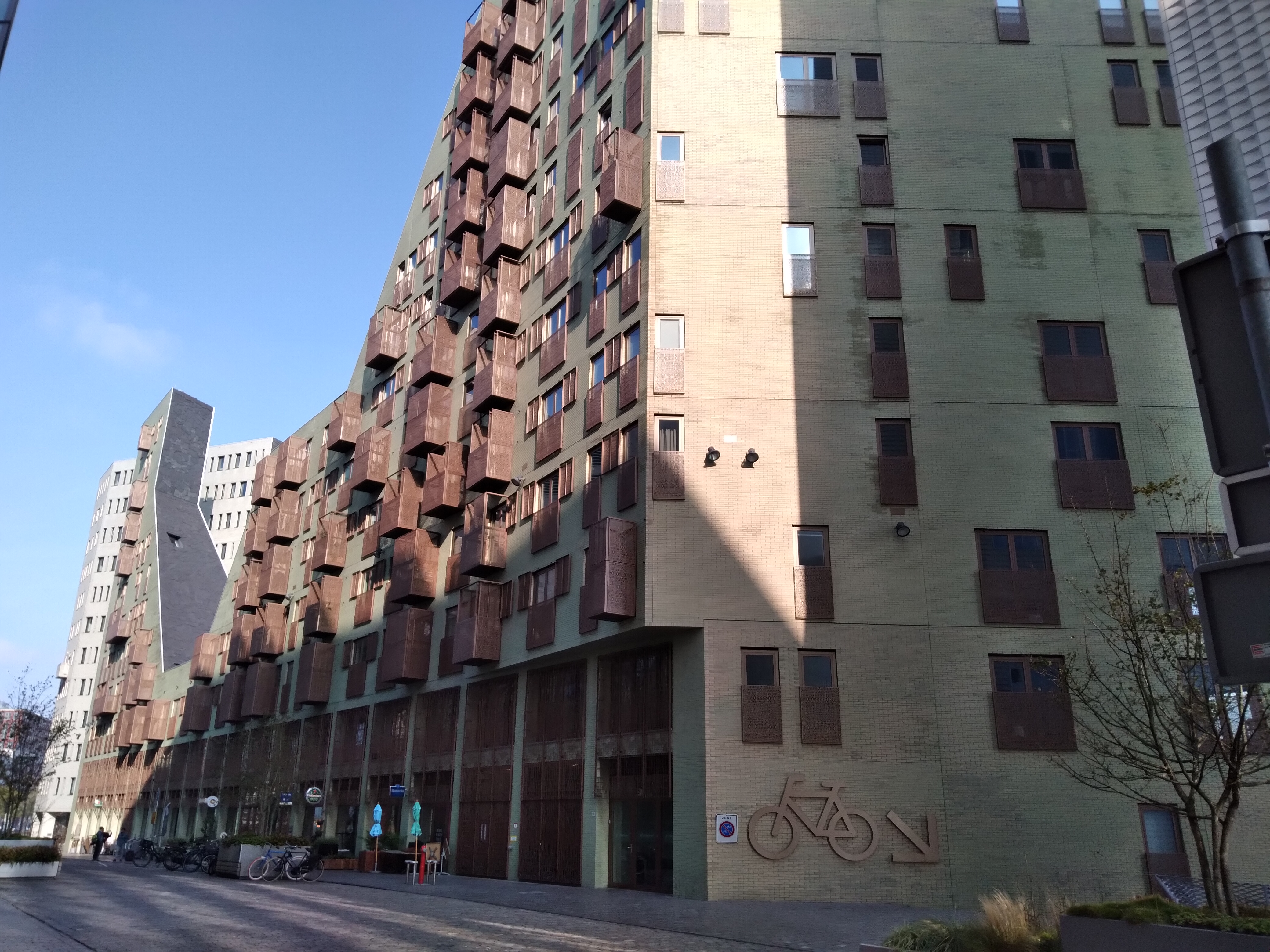
Woonhuizen aan IJdok op IJDock (oktober 2021)
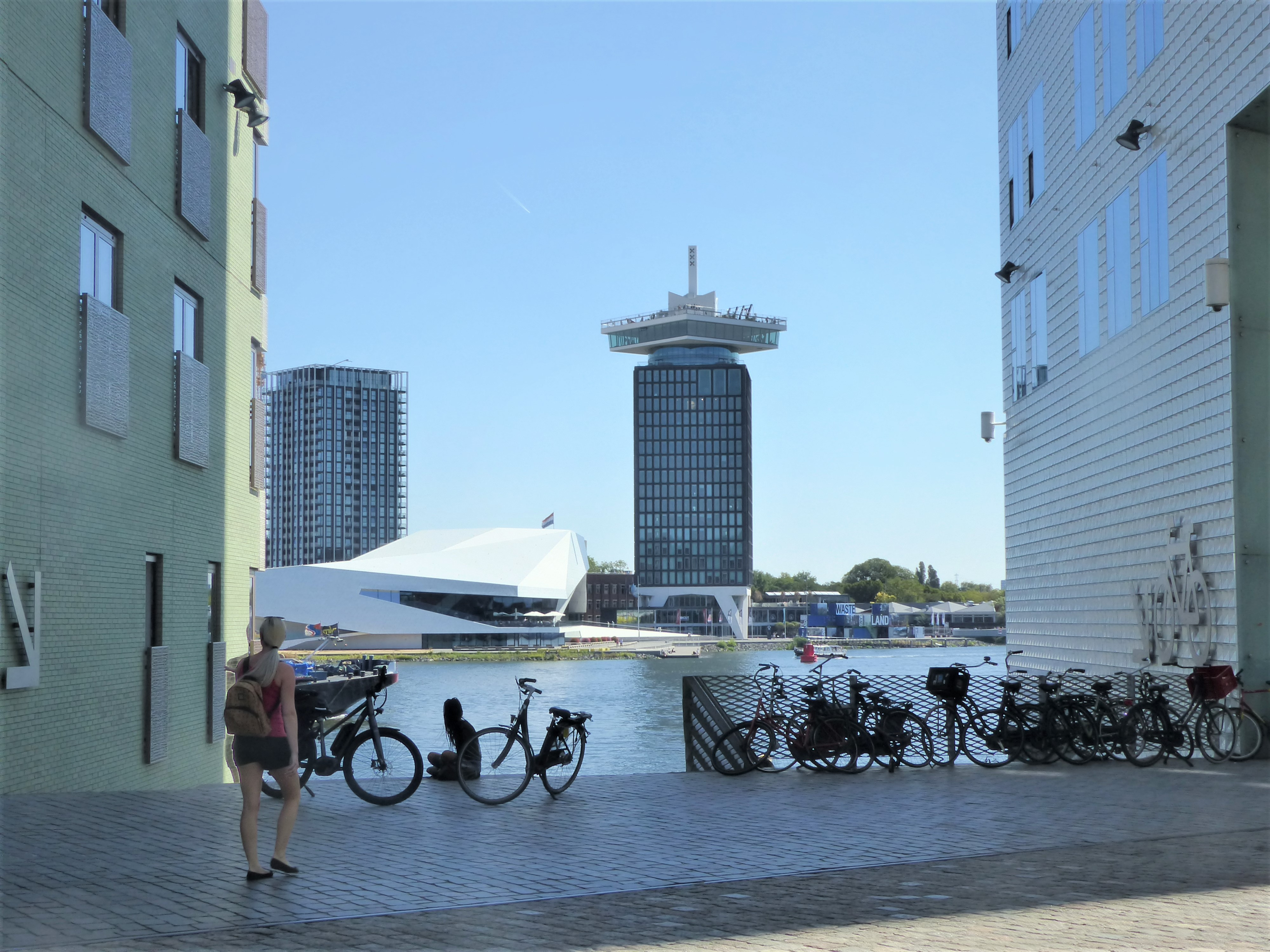
Een doorkijk vanaf IJdok naar A’dam Tower en Eye (augustus 2018)

 Abberdaan · Admiralenbuurt · Amstel III · Amsteldorp · Amstelkwartier · Andreas Ensemble · Apollobuurt · ArenAPoort · Bajeskwartier · Banne Buiksloot · Bedrijventerrein Sloterdijk · Bellamybuurt · Betondorp · Bijlmer · Binnenstad · Bloemenbuurt · Borgerbuurt · Borneo · Bos en Lommer · Buiksloot · Buiksloterham · Buikslotermeer · Buiteneiland · Buitenveldert · Bullewijk · Burgwallen Oude Zijde · Burgwallen Nieuwe Zijde · Centrum Amsterdam Noord · Centrumeiland · Chassébuurt · Chinatown · Cremerbuurt (Amsterdam) · Cruquius · Czaar Peterbuurt · Da Costabuurt · Dapperbuurt · De Aker · De Baarsjes · De Bongerd · De Eendracht · De Heining · De Krommert · De 9 Straatjes · De Omval · De Pijp · Diamantbuurt · Driemond · Disteldorp · Dubbele Buurt · Duivelseiland · Duvelshoek · Elzenhagen · Erasmusparkbuurt · Floradorp · Frederik Hendrikbuurt · Funenpark · Gaasperdam · Gein · Geuzenveld · Gibraltarbuurt · Gouden Reael · Gulden Winckelbuurt · Grachtengordel · Haarlemmerbuurt · Hallenkwartier · Haven-Stad · Haveneiland · Havenstraatterrein · Helmersbuurt · Het Funen · Holendrecht · Hoofddorppleinbuurt · Houthaven · IJ-oevers · IJburg · IJdock · IJplein · Indische Buurt · Jan Maijenbuurt · Java-eiland · Jeruzalem · Jeugdland ·Jodenbuurt · Jordaan · Julianapark · Kadijken · Kadoelen · Kattenburg · Kinkerbuurt · KNSM-eiland · Kolenkitbuurt · Kop van Jut · Van der Kunbuurt · Laan van Spartaan · Landlust · Landstrekenbuurt · Lastage · Leidsebuurt · Lutkemeer · Marathonbuurt · Marineterrein · Marken · Marktkwartier · Medisch Centrum Slotervaart · Mercatorbuurt · Middelveldsche Akerpolder · Molenwijk · Museumkwartier · Nellestein · Nieuw Sloten · Amsterdam Nieuw-West · Nieuwe Pijp · Nieuwendam · Nieuwendammerdijk en Buiksloterdijk · Nieuwendammerham · Nieuwezijde · Nieuwmarkt · Noorderhof · Noordoever Sloterplas · Noordse Bos · Olympisch Kwartier · Omval · Ookmeer · Oostelijk Havengebied · Oostelijke Eilanden · Oostelijke Handelskade · Oostenburg · Oosterdokseiland · Oosterparkbuurt · Oostoever Sloterplas · Oostpoort · Oostzanerwerf · Osdorp · Oud Osdorp · Oud-Oost · Oud-West · Oud-Zuid · Oude Pijp · Oudezijde · Overamstel · Overhoeks · Overtoombuurt · Overtoomse Buurt · Overtoomse Veld · Park Haagseweg · Park de Meer · Plan van Gool · Plan West · Plan Zuid · Planciusbuurt · Plantagebuurt · Postjesbuurt · Prinses Irenebuurt · Rapenburg · Reigersbos · Riekerpolder · Rieteilanden · Rietlanden · Rivierenbuurt · Robert Scottbuurt · Roeterseiland · Ruigoord · Schinkel (bedrijventerrein) · Schinkelbuurt · Science Park · Sloten · Sloterdijk · Sloterdijk-Centrum · Slotermeer · Slotervaart · Sluisbuurt · Spaarndammerbuurt · Spieringhorn · Sporenburg · Sportheldenbuurt · Staatsliedenbuurt · Stadionbuurt · Steigereiland · Strandeiland · Teleport · Transvaalbuurt · Trompbuurt · Tuindorp Buiksloot · Tuindorp Buiksloterham · Tuindorp Nieuwendam · Tuindorp Oostzaan · Tuttifruttidorp · Van Tijenbuurt · Uilenburg · Universiteitskwartier · Valkenburg · Van der Kunbuurt · Van der Pekbuurt · Van Lennepbuurt · Venserpolder · Vlooienburg · Vogelbuurt · Vogeldorp · Vogeltjeswei · Volewijck · Vondelparkbuurt · Vrije Geer · Waalseiland · Watergraafsmeer · Waterlandpleinbuurt · Waterwijk · Weesp · Weesperbuurt · Weespertrekvaartbuurt · Weesperzijde · Westelijke Eilanden · Westelijke Tuinsteden · Westerdokseiland · Westerpark · Westpoort · Willemspark · Wittenburg · Zeeburg · Zeeburgereiland · Zeeheldenbuurt · Zuidas · Zuideramstel